# Gare du Val de Fontenay
Gare du Val de Fontenay vasútállomás és RER állomás Franciaországban, Fontenay-sous-Bois településen.

## Vasútvonalak
Az állomást az alábbi vasútvonalak érintik:
- Párizs–Mulhouse-vasútvonal
- Grande Ceinture line

## Kapcsolódó állomások
A vasútállomáshoz az alábbi állomások vannak a legközelebb:
- Gare de Vincennes (Gare de Saint-Germain-en-Laye, A RER-vonal)
- Gare de Neuilly-Plaisance (Gare de Marne-la-Vallée - Chessy, A RER-vonal)
- Gare de Nogent - Le Perreux (Gare de Tournan, RER E)
- Gare de Rosny-sous-Bois (Nanterre – La Folie, RER E)

## Lásd még
- Franciaország vasútállomásainak listája
- A RER állomásainak listája